# Setomelanomma rostrata
Setomelanomma rostrata är en svampart som först beskrevs av K.J. Leonard, och fick sitt nu gällande namn av K.J. Leonard & Suggs 1974. Setomelanomma rostrata ingår i släktet Setomelanomma, ordningen Pleosporales, klassen Dothideomycetes, divisionen sporsäcksvampar och riket svampar.   Inga underarter finns listade i Catalogue of Life.